# Юнацький чемпіонат Європи з футболу (U-18) 1963
Чемпіонат Європи з футболу серед юнаків віком до 18 років 1963 року пройшов в Англії з 13 по 23 квітня. Переможцем стала збірна команда Англії, яка у фіналі перемогла збірну Північної Ірландії із рахунком 4:0.

## Кваліфікація
| Команда 1  | Рахунок | Команда 2 |
| ---------- | ------- | --------- |
| Швеція     | 2–0     | Фінляндія |
| Нідерланди | 11–2    | Уельс     |

| Команда 1  | Заг.    | Команда 2         | 1-й матч | 2-й матч |
| ---------- | ------- | ----------------- | -------- | -------- |
| Польща     | 2–3     | Угорщина          | 1–1      | 1–2      |
| Португалія | 5–5 (г) | Франція           | 4–2      | 1–3      |
| Австрія    | 3–4     | ФРН               | 1–2      | 2–2      |
| Югославія  | 1–2     | Болгарія          | 1–1      | 0–1      |
| Ірландія   | 3–4     | Північна Ірландія | 1–1      | 2–3      |
| Греція     | 3–2     | Туреччина         | 2–1      | 1–1      |
| Іспанія    | 4–5     | Італія            | 2–2      | 2–3      |
| Люксембург | 1–10    | Бельгія           | 0–2      | 1–8      |

## Учасники
- Бельгія
- Болгарія
- Чехословаччина
- Англія (господар)
- Франція
- ФРН
- Греція
- Угорщина
- Італія
- Нідерланди
- Північна Ірландія
- Румунія
- Шотландія
- СРСР
- Швеція
- Швейцарія

Збірні  Чехословаччина,  СРСР та  НДР відмовились від подальшої участі.

## Груповий етап

### Група A
| Збірна    | І | В | Н | П | ГЗ | ГП | РГ | О |
| --------- | - | - | - | - | -- | -- | -- | - |
| Шотландія | 3 | 2 | 0 | 1 | 8  | 3  | +5 | 4 |
| ФРН       | 3 | 2 | 0 | 1 | 6  | 9  | –3 | 4 |
| Греція    | 3 | 1 | 1 | 1 | 8  | 7  | +1 | 3 |
| Швейцарія | 3 | 0 | 1 | 2 | 3  | 6  | –3 | 1 |

| 13 квітня | Греція    | 7–2 | ФРН       |
|           | Шотландія | 3–1 | Швейцарія |
| 15 квітня | ФРН       | 2–1 | Шотландія |
|           | Швейцарія | 1–1 | Греція    |
| 17 квітня | Шотландія | 4–0 | Греція    |
|           | ФРН       | 2–1 | Швейцарія |

### Група B
| Збірна   | І | В | Н | П | ГЗ | ГП | РГ | О |
| -------- | - | - | - | - | -- | -- | -- | - |
| Болгарія | 3 | 2 | 1 | 0 | 5  | 2  | +3 | 5 |
| Італія   | 3 | 2 | 0 | 1 | 8  | 3  | +5 | 4 |
| Франція  | 3 | 1 | 0 | 2 | 4  | 7  | –3 | 2 |
| Угорщина | 3 | 0 | 1 | 2 | 2  | 7  | –5 | 1 |

| 13 квітня | Болгарія | 2–0 | Франція  |
|           | Італія   | 3–0 | Угорщина |
| 15 квітня | Угорщина | 1–1 | Болгарія |
|           | Італія   | 4–1 | Франція  |
| 17 квітня | Болгарія | 2–1 | Італія   |
|           | Франція  | 3–1 | Угорщина |

### Група C
| Збірна     | І | В | Н | П | ГЗ | ГП | РГ  | О |
| ---------- | - | - | - | - | -- | -- | --- | - |
| Англія     | 3 | 3 | 0 | 0 | 10 | 0  | +10 | 6 |
| Румунія    | 3 | 2 | 0 | 1 | 3  | 3  | 0   | 4 |
| Нідерланди | 3 | 1 | 0 | 2 | 3  | 8  | –5  | 2 |
| СРСР       | 3 | 0 | 0 | 3 | 1  | 6  | –5  | 0 |

| 13 квітня | Англія     | 5–0 | Нідерланди |
|           | Румунія    | 1–0 | СРСР       |
| 15 квітня | Нідерланди | 3–1 | СРСР       |
|           | Англія     | 3–0 | Румунія    |
| 17 квітня | Англія     | 2–0 | СРСР       |
|           | Румунія    | 2–0 | Нідерланди |

### Група D
| Збірна            | І | В | Н | П | ГЗ | ГП | РГ | О |
| ----------------- | - | - | - | - | -- | -- | -- | - |
| Північна Ірландія | 3 | 2 | 1 | 0 | 6  | 4  | +2 | 5 |
| Бельгія           | 3 | 2 | 0 | 1 | 5  | 3  | +2 | 4 |
| Чехословаччина    | 3 | 1 | 0 | 2 | 4  | 5  | –1 | 2 |
| Швеція            | 3 | 0 | 1 | 2 | 6  | 9  | –3 | 1 |

| 13 квітня | Чехословаччина    | 4–2 | Швеція         |
|           | Північна Ірландія | 2–1 | Бельгія        |
| 15 квітня | Бельгія           | 2–1 | Швеція         |
|           | Північна Ірландія | 1–0 | Чехословаччина |
| 17 квітня | Північна Ірландія | 3–3 | Швеція         |
|           | Бельгія           | 2–0 | Чехословаччина |

## Півфінали
| 19 квітня 1963 |

| Англія | 1 – 0 | Шотландія |
| ------ | ----- | --------- |
|        |       |           |

| Лондон |

| 19 квітня 1963 |

| Північна Ірландія | (ж) 3 – 3 | Болгарія |
| ----------------- | --------- | -------- |
|                   |           |          |

| Саутгемптон |

## Матч за 3-тє місце
| 22 квітня 1963 |

| Шотландія | 4 – 2 | Болгарія |
| --------- | ----- | -------- |
|           |       |          |

| Портсмут |

## Фінал
| 23 квітня 1963 |

| Англія                                                   | 4 – 0 | Північна Ірландія |
| -------------------------------------------------------- | ----- | ----------------- |
| 5' (Автогол) Неп'єр 48' Самуелс 59' Сіссонс 67' Віттекер |       |                   |

| Лондон Глядачів: 34.582 Арбітр: Крейтляйн |

| Чемпіон Європи 1963 |
| ------------------- |
| Англія 2-й титул    |